# Yūshio (lớp tàu ngầm)
Tàu ngầm lớp Yūshio (tiếng Nhật: ゆうしお) là loại tàu ngầm điện-diesel do Nhật Bản chế tạo cho Lực lượng Phòng vệ Biển. Nó được phát triển dựa trên tàu ngầm lớp Uzushio với vỏ tàu hình giọt nước có hình dáng khí động học giúp tăng tốc độ khi di chuyển dưới nước. 10 chiếc đã được đóng cho 4 kế hoạch phòng vệ đã được duyệt từ năm 1975. Tất cả các tàu ngầm này đều đã được đưa ra khỏi biên chế và thay thế bằng tàu ngầm lớp Harushio.